# Westcott Clarke
Westcott Bailey Clarke (27 de septiembre de 1886 – 26 de enero de 1959), también conocido como Westcott Clarke, WB Clarke, Westcott B. Clarke y WB Westcott, fue un actor de cine y actor de Broadway estadounidense.

## Biografía
Clarke nació en Jersey City, Nueva Jersey, el 27 de septiembre de 1886. Apareció en 12 películas durante su carrera y fue mejor conocido por su papel en Safety Last! desde 1923. Antes de 1922, estuvo activo en Broadway.

## Muerte
Clarke murió en Los Ángeles, California, en 1959. Está enterrado en el Cementerio Nacional Fort Rosecrans en San Diego, California.

## Filmografía
| Año  | Título                               | Role                                                 | Notas            |
| ---- | ------------------------------------ | ---------------------------------------------------- | ---------------- |
| 1922 | Saturday Night                       | Bill – The Plumber                                   | Sin acreditar    |
| 1922 | North of the Rio Grande              | Clendenning (as W.B. Clarke)                         | Película perdida |
| 1923 | Safety Last!                         | The Floorwalker (as Westcott B. Clarke)              |                  |
| 1923 | Why Women Remarry                    | Dan Hannon's sister's first husband (as W.B. Clarke) |                  |
| 1924 | At First Sight                       | L.R. Grandy                                          | Cortometraje     |
| 1924 | The Dramatic Life of Abraham Lincoln | Thomas Lincoln (as Westcott B. Clarke)               |                  |
| 1924 | Shadows of Paris                     | Laroque                                              | Sin acreditar    |
| 1924 | The Breaking Point                   | Sheriff Wilkins (as W.B. Westcott)                   |                  |
| 1924 | Sweet Daddy                          | Unknown role (as Westcott B. Clarke)                 |                  |
| 1927 | Finnegan's Ball                      | Lawyer O'Connell (as Westcott B. Clarke)             |                  |
| 1929 | The Trial of Mary Dugan              | Captain Price                                        |                  |
| 1929 | Father and Son                       | Police Inspector                                     | Sin acreditar    |